# 지나 데이비스
버지니아 엘리자베스 "지나" 데이비스(영어: Virginia Elizabeth "Geena" Davis, 1956년 1월 21일~)는 미국의 배우이자 활동가이다. 영화 우연한 방문객(1988)으로 제61회 아카데미 시상식 여우조연상을 수상하였으며, 영화 델마와 루이스(1991)로 제64회 아카데미 시상식 여우주연상 후보에 올랐다. 드라마 커맨더 앤 치프에 출연하여 제63회 골든 글로브 시상식 TV부문 여우주연상을 수상하였다.
2004년 지나 데이비스 미디어 젠더 연구소를 설립하여 미디어의 성차별적 요소를 분석하는 연구를 하고 있다.

## 출연작

### 영화
- 투치(1982)
- 플레치(1985)
- 트란실바니아 6-5000(1985)
- 더 플라이(1986)
- 비틀쥬스(1988)
- 어스 걸스 아 이지(1988)
- 우연한 방문객(1988)
- 퀵 체인지(1990)
- 델마와 루이스(1991) - 델마 디킨슨 역
- 그들만의 리그(1992)
- 리틀 빅 히어로(1992)
- Princess Scargo and the Birthday Pumpkin (1993) (short subject) (voice)
- 앤지(1994)
- 스피치리스(1994) (제작자를 겸함)
- 컷스로트 아일랜드(1995)
- 롱 키스 굿 나잇(1996) - 사만다 케인 / 찰리 발티모어 역 (제작자를 겸함)
- 스튜어트 리틀(1999)
- 스튜어트 리틀 2(2002)
- 스튜어트 리틀 3(2005) (voice)
- 사고연발(2009)
- 엑시트19 (2010)
- 미스 리프리젠테이션 (2011)
- 코마 (2012)
- 인 어 월드... (2013)
- 미 힘 허 (2015)
- 엑소시스트 (2016)
- 당신과 함께한 순간들(2017)
- 아이린에겐 말하지 마 (2017)
- 우먼 인 할리우드(2018)
- 에이바(2020) - 바비 역
- 블링크 트와이스 (2024)

### 텔레비전
- 《버팔로 빌》(1983-1984)
- 《패밀리 타이스》(1984) (guest star, two episodes)
- 《사라》(1985) (canceled after a few months)
- 《비밀병기》(1985)
- 《지나 데이비스 쇼》(2000-2001)
- 《커맨더 인 치프》(2005-2006)
- 《그레이 아나토미 시즌11 》(2015-)

## 수상
- 1989년 제61회 미국 아카데미상 여우조연상
- 1991년 다비드 디 도나텔로 어워즈 외국여자배우상
- 1991년 제12회 보스턴비평가협회상 여우주연상
- 1992년 제63회 미국비평가협회상 여우주연상
- 2006년 제63회 골든글로브상 TV드라마부문 여우주연상